# بيبي مور كامبل
بيبي مور كامبل (بالإنجليزية: Bebe Moore Campbell)‏ (18 فبراير 1950، فيلادلفيا في الولايات المتحدة - 27 نوفمبر 2006، لوس أنجلوس في الولايات المتحدة)؛ مُدرسة، كاتِبة وروائية أمريكية.

## روابط خارجية
- بيبي مور كامبل على موقع IMDb (الإنجليزية)
- بيبي مور كامبل على موقع الموسوعة البريطانية (الإنجليزية)
- بيبي مور كامبل على موقع قاعدة بيانات الفيلم (الإنجليزية)